# چو هسی
چو هسی، جو شی (Zhu Xi) زاده ۱۱ اکتبر ۱۱۳۰ در شهرستان یوشی استان فوجیان واقع در چین و متوفی در ۱۲ آوریل ۱۲۰۰ در چین می‌باشد. فیلسوف و دانش‌پژوه کنفوسیانیسم که در دوره دودمان سونگ زندگی می‌کرد. او از فیلسوفان پیشرو و بانفوذ در فلسفه عقلانی نئو کنفوسیانیسم در کشور چین به‌شمار می‌رود. او سهم عمده‌ای را در فلسفه چینی داشته‌است.